# 勾引

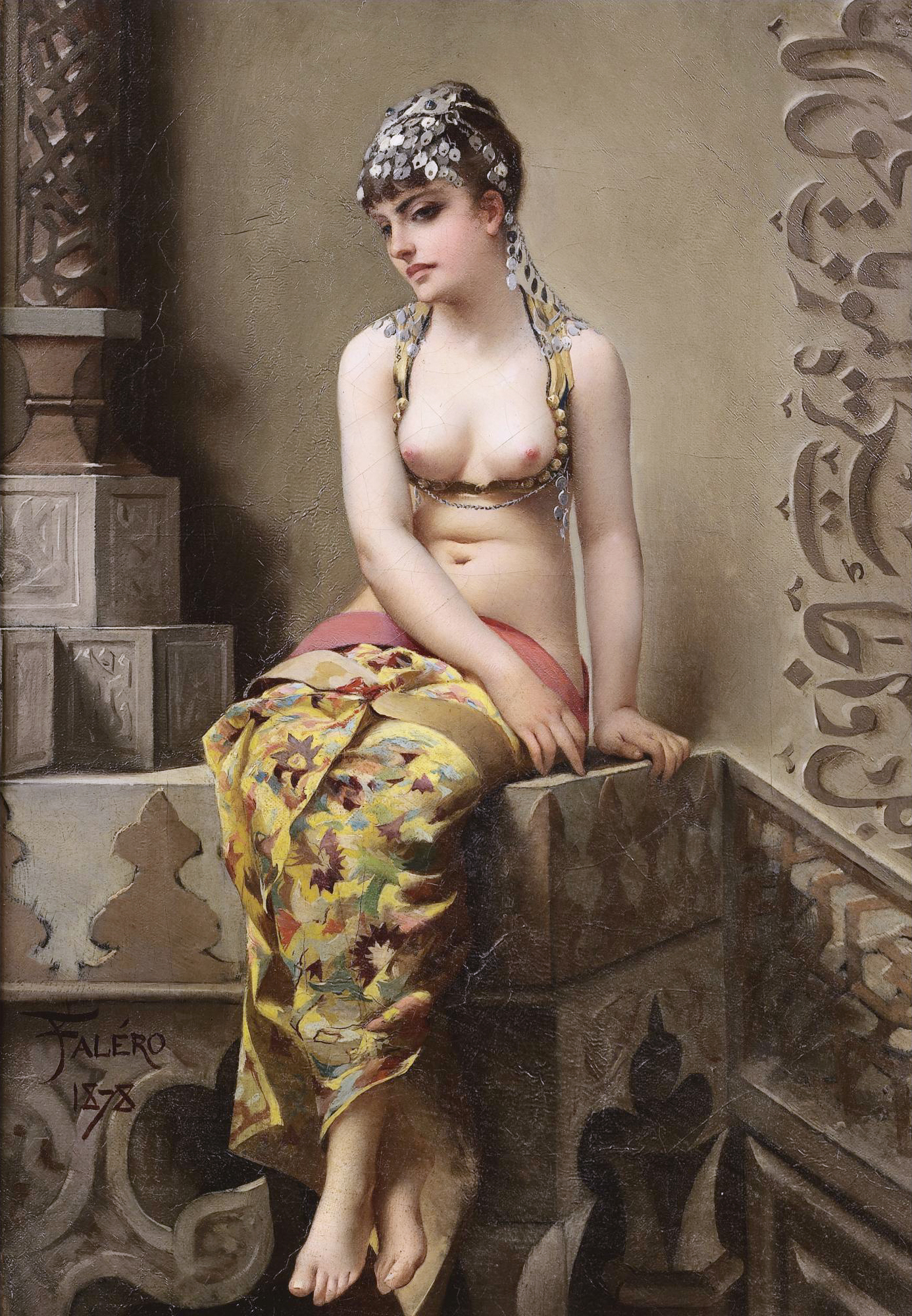
油画《埃及魅妇》

勾引（Seduce）是一人引誘另一人進行性行為或其他親密接觸。大多數是貶義。例如娼妓勾引嫖客，已婚者勾引配偶以外的人等。
如果一個女人搶奪了另一個女人的丈夫，又會被稱為狐狸精。比較著名的例子有《封神榜》中的妲己，相傳妲己本姓蘇，原是商朝一個將軍的女兒，後來被狐狸精附了身，並使紂王變得殘暴，最終導致商朝亡國。

## 外部鏈接
- wikiHow - 诱惑与勾引
- wikiHow - 如何勾搭男人
- wikiHow - 如何勾引女生
- wikiHow - 如何勾引熟女